# محمد مسعودی
محمد مسعودی (انگلیسی: Mohamed Messaoudi؛ زادهٔ ۱۴ مارس ۱۹۷۳) بازیکن هندبال اهل تونس بود.